# Cecenia

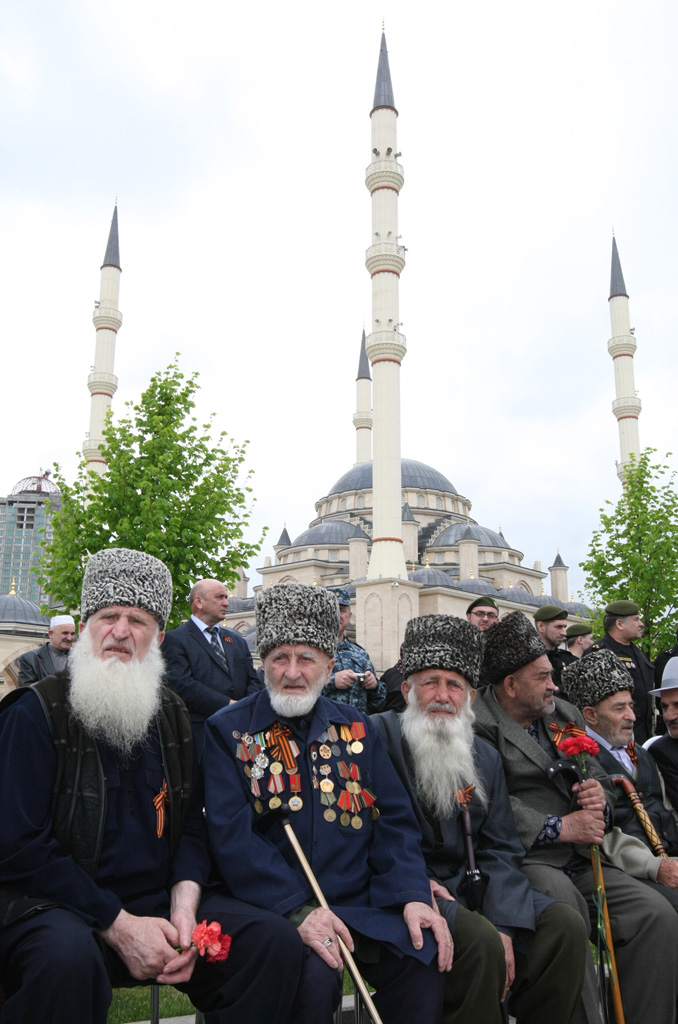
Veterani ceceni della seconda guerra mondiale

La Cecenia (in russo Чечня́?, Čečnjá; in ceceno Нохчичоь, Noxçiyçö), ufficialmente Repubblica Cecena (in russo Чеченская Республика?, Čečenskaja Respublika; in ceceno Нохчийн Республика, Noxçiyn Respublika), è una repubblica della Federazione Russa.

## Geografia

### Confini

Confina a nord-ovest con il Territorio di Stavropol', ad est e nord-est con la repubblica del Daghestan, a sud con la Georgia e ad ovest con le repubbliche dell'Inguscezia e dell'Ossezia del Nord-Alania. Si trova sulle montagne del Caucaso nel Circondario federale del Caucaso Settentrionale della Federazione Russa.

## Storia

### Il XVI secolo e l'annessione all'Impero Russo
Parte dell'Impero ottomano dal XV secolo, nel 1577 i Cosacchi liberi provenienti dal Volga e stabilitisi sulle rive del fiume Terek formarono una comunità raccolta nello Stato cosacco del Terek. Nel 1783 i regni di Russia e Georgia firmarono il trattato di Georgievsk, con il quale i Kartli-Kakheti, ovvero i signori della regione, si sottomettevano all'autorità imperiale russa diventando un protettorato. Per assicurarsi una comunicazione diretta tra la Georgia e le altre regioni della Transcaucasia, l'Impero russo cercò di espandere il proprio controllo sulla Cecenia, provocando così lo scoppio della guerra caucasica nel 1817, scatenando la guerra di resistenza della popolazione soprattutto nelle zone degli altopiani, contro le quali venne inviata un'armata al comando del generale Aleksandr Barjatinskij forte di 250.000 uomini, che riuscì a sedare la rivolta soltanto nel 1859. Annessa alla Russia nel 1873, anche se con periodiche ribellioni (Imamato del Caucaso), Cecenia ed Inguscezia furono inglobate nella Repubblica Autonoma Socialista Sovietica Ceceno-Inguscia alla nascita dell'Unione Sovietica.

### La rivolta contro l'Unione Sovietica
Durante la seconda guerra mondiale, i ceceni insorsero contro i russi sperando di approfittare dell'impegno dell'esercito sovietico su altri fronti per ottenere l'indipendenza, ma una volta che l'Armata Rossa ebbe ricacciato le truppe nemiche, Stalin ordinò una durissima punizione per i ceceni collaborazionisti. Il 23 febbraio 1944 con l'Operazione Lentil in una sola notte cinquecentomila cittadini ceceni vennero deportati dal governo centrale sovietico nella repubblica sovietica del Kazakhstan. Qui i ceceni vennero isolati e le famiglie disperse nel tentativo di "decaucasizzare" i ribelli. Fu loro concesso di ritornare alla loro regione d'origine solo nel 1957.

### L'indipendenza e la prima guerra cecena (1991-1996)
Dopo il collasso dell'Unione Sovietica in Cecenia nacque un movimento indipendentista che entrò in conflitto con la Russia, non disposta a riconoscere la secessione della Cecenia. Tra i motivi dell'opposizione russa vi sono anche la produzione petrolifera locale e soprattutto il passaggio sul territorio ceceno di oleodotti e gasdotti.
Džochar Dudaev, il presidente nazionalista della repubblica cecena, dichiarò l'indipendenza della nazione dalla Russia nel 1991. Nella sua campagna elettorale presidenziale del 1990 Boris El'cin aveva promesso di riconoscere le richieste di autonomia amministrativa e fiscale dei governi federati, spesso disegnati su base etnica in epoca sovietica, e il 31 marzo 1992 la Duma (presieduta da Ruslan Chasbulatov, un ceceno) approvò una legge in tal senso, in base alla quale El'cin e Chasbulatov firmarono il Trattato della Federazione (Russa), che definiva la divisione dei poteri fra i due livelli di governo, con 86 degli 88 territori interessati. Il Tatarstan firmò nella primavera del 1994, mentre nel caso della Cecenia, che rifiutava di ritirare la dichiarazione di indipendenza, nessuna delle due parti tentò seriamente di trattare.

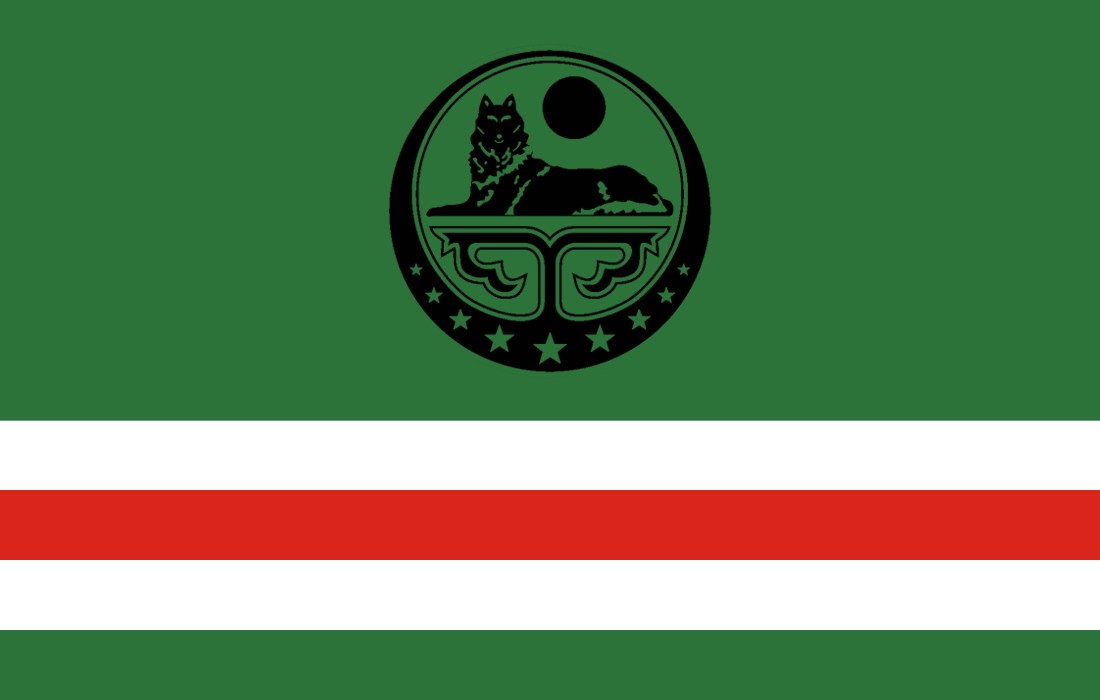
Bandiera indipendentista cecena

Nel 1994 il presidente russo Boris El'cin inviò 30.000 soldati nella repubblica per impedirne la secessione, scatenando la prima guerra cecena; nonostante le truppe russe, mal equipaggiate e poco motivate, subissero sconfitte anche notevoli ad opera dei ribelli, riuscirono a prendere il controllo della capitale Groznyj nel febbraio del 1995 e a uccidere Dudaev il 21 aprile 1996 con un missile sul luogo in cui si trovava, con un'operazione gestita dalla intelligence militare centrale. Il 6 marzo 1996, tra i 1.500 e i 2.000 ribelli ceceni si infiltrarono all'interno di Groznyj e per tre giorni lanciarono attacchi a sorpresa in molte zone della città riuscendo anche a impossessarsi di armi e munizioni. Sempre a marzo, i ceceni attaccarono Samaški, dove centinaia di civili furono uccisi quando furono catturati dai russi; il mese successivo, il 16 aprile, il comandante saudita Ibn al-Khattab nell'agguato di Šatoj distrusse una grande colonna di corazzati russi uccidendo 53 soldati (secondo molti 100); in un altro attacco 28 soldati furono uccisi vicino a Vedeno.[29]
Le perdite militari e le crescenti vittime civili resero la guerra ancora più impopolare in Russia; le vicine elezioni presidenziali indussero il governo di Boris El'cin alla ricerca di una via d'uscita al conflitto. Nonostante l'uccisione di Džochar Dudaev, avvenuta il 21 aprile 1996, il movimento separatista permase. Il mese successivo, il 28 maggio 1996, il presidente russo El'cin dichiarò la vittoria a Groznyj, dopo un temporaneo "cessate il fuoco" con il presidente ceceno ad interim Zelimchan Jandarbiev,[30] ma le forze armate continuavano la guerra. Il 6 agosto 1996, tre giorni prima che El'cin venisse nominato presidente della Russia per il secondo mandato e quando la maggior parte delle truppe russe venne spostata a sud in attesa dell'offensiva finale nelle roccaforti separatiste in montagna, i ribelli ceceni lanciarono un attacco a sorpresa su Groznyj. Šamil' Basaev al comando di circa 5000 uomini il 6 agosto 1996 attaccò Groznyj, riuscendo ad occupare tutti i punti chiave della città e a tendere imboscate ai soccorsi. La riuscita del piano e l'alto numero di prigionieri russi costrinsero Aleksandr Lebed' a trattare e a firmare l'accordo di Chasavjurt, che sancì la definitiva vittoria cecena.
A fine agosto 1996 El'cin, grazie anche all'opera di mediazione condotta dal Gruppo di Assistenza dell'OSCE (organizzazione per la Cooperazione e Sicurezza in Europa) guidata dal diplomatico svizzero Tim Guldimann, si accordò con i leader ceceni per un cessate il fuoco a Chasavjurt in Daghestan che portò nel 1997 alla firma di un trattato di pace. Alla fine della prima guerra russo-cecena (1994-96) venne eletto come primo Presidente della Cecenia Aslan Maschadov, il comandante delle forze ribelli che firmò con il generale Aleksandr Lebed' la tregua con le forze armate russe. Aslan Maschadov venne eletto con un mandato quadriennale in un'elezione tenuta sotto monitoraggio internazionale nel gennaio 1997, quando i separatisti rappresentavano una forza maggioritaria. Tuttavia una grave crisi economica, le continue azioni terroristiche di Basaev e la perdurante presenza di signori della guerra, che in varie zone sostituivano completamente l'autorità governativa, ridimensionarono fortemente la figura del comandante Maschadov.

### La seconda guerra cecena (1999-2009)
Dopo la prima guerra cecena il paese si presentava devastato sia economicamente che psicologicamente. La maggior parte delle infrastrutture erano distrutte, così come città e attività industriali; inoltre queste non potevano essere ricostruite visto che le riparazioni di guerra non lasciarono mai la Russia. Le attività criminali e il perdurante blocco economico post guerra corrosero il tessuto socioeconomico e lasciarono il campo aperto per una maggior penetrazione del wahhabismo, in particolare nelle fasce deboli della popolazione, i disoccupati e i giovani.
Nell'agosto 1999 Šamil' Basaev e l'IIPB (Brigate internazionali), miliziani jihadisti non inquadrati nell'esercito ceceno, invasero il Daghestan. Contemporaneamente all'invasione in territorio daghestano, venne sferrata una serie di attentati dinamitardi in alcune abitazioni di Mosca e Volgodonsk e nella cittadina daghestana di Bujnaksk. Il 4 settembre 1999 uno di questi attentati contro una palazzina che ospitava le famiglie di poliziotti russi fece 62 vittime. Gli attentati, che durarono nelle successive due settimane, fecero complessivamente 300 morti. Le autorità russe, primo fra tutti l'allora Presidente Boris El'cin, accusarono degli attentati i separatisti ceceni.
[14]Il 29 settembre 1999 le autorità russe chiesero alla Cecenia l'estradizione dei responsabili materiali degli attentati, e il giorno successivo le forze di terra russe iniziarono l'invasione della Cecenia[15][16][17][18]. A nulla valsero i tentativi di Aslan Maschadov di ridurre Putin a più miti consigli. Le truppe russe invasero la Cecenia nel settembre 1999, radendo al suolo la capitale Groznyj. Nel 2001, Maschadov promulgò un decreto che ne prorogava la carica per un altro anno. Non gli fu tuttavia possibile partecipare alle elezioni presidenziali del 2003, dato che i partiti separatisti furono posti fuori legge e che su di lui pendeva l'accusa di far parte di forze separatiste: Maschadov fu costretto a ritirarsi sulle montagne.

Stemma indipendentista della Repubblica cecena di Ichkeria

Alla fine del 2002 il Presidente Putin si convinse a stringere ulteriormente la morsa in Cecenia dopo i sanguinosi fatti del Teatro Dubrovka, quando tra il 23 e il 26 ottobre al teatro Dubrovka di Mosca vennero sequestrati e tenuti in ostaggio circa 850 civili da parte di un gruppo di 40 militanti armati ceceni, e l’intervento delle forze armate russe si concluse con la morte di più di 150 persone.
Dopo l'uccisione di Aslan Maschadov ad opera dei servizi russi, avvenuta il 9 marzo 2005, il nuovo capo dei separatisti divenne Abdul Halim Sadulaev, esponente di quella "nuova guardia" stanca dei silenzi dell'Occidente e che non esitò nel settembre del 2005 a destituire i vecchi ministri del defunto Maschadov, sostituendoli con personaggi più estremisti come Šamil' Basaev. Il 17 giugno 2006 le truppe speciali russe uccisero Sadulaev; il 9 luglio 2006 anche il leader della guerriglia cecena Šamil' Basaev, l'uomo più ricercato in Russia, venne ucciso nel corso di un'operazione delle forze speciali russe insieme ad altri guerriglieri che si trovavano con lui in Inguscezia. Il 16 aprile 2009 le operazioni contro il terrorismo in Cecenia furono dichiarate ufficialmente concluse da parte russa e passate in toto al governo ceceno.[1]

## Politica
La Cecenia è una Repubblica della Federazione Russa, la cui Costituzione regionale è entrata in vigore il 2 aprile 2003, dopo un referendum tenutosi il 23 marzo 2003.
Sin dal 1990 la repubblica cecena è stata al centro di conflitti legali, militari e civili riguardanti la sua indipendenza. L'attuale governo recepisce la maggior parte delle leggi della precedente Repubblica socialista sovietica, della successiva Repubblica cecena e della Federazione Russa. Questo compromesso viene visto da alcuni come troppo pro-federale.
Il 5 ottobre 2003 Achmat Kadyrov, uno dei primi leader della guerra separatista è stato eletto Presidente della Repubblica con l'83% dei consensi. L'OSCE ha tuttavia segnalato brogli elettorali e atti di intimidazione da parte dei soldati russi, nonché l'esclusione delle liste separatiste dalla contesa elettorale. A capo del Consiglio di Sicurezza ceceno è salito Rudnik Dudaev, mentre Anatolij Popov è diventato Primo Ministro.
Il 9 maggio 2004, Kadyrov è stato ucciso in uno stadio di Groznyj con una mina posta nella tribuna d'onore fatta esplodere durante una parata a commemorazione della vittoria sovietica della seconda guerra mondiale. Sergej Abramov ne ha assunto le funzioni ad interim dopo l'attentato.
Il 29 agosto 2004 si è tenuta una nuova elezione presidenziale. Stando alla commissione elettorale cecena, Alu Alchanov, ex ministro dell'interno, ha ricevuto il 74% dei consensi. L'affluenza alle urne è stata dell'85,2%. Alcuni osservatori, quali il Dipartimento di Stato degli Stati Uniti e la Federazione Internazionale dei Diritti Umani di Helsinki, nonché i partiti di opposizione hanno contestato l'elezione citando, tra le altre cause, anche la mancata accettazione della candidatura del principale oppositore Malik Sadulaev dovuta a vizi di forma.

Anche la conduzione dell'elezione è stata contestata, senza tuttavia l'apertura di contestazioni formali. Le elezioni sono state sorvegliate nel loro svolgimento dalla Comunità degli Stati Indipendenti e dalla Lega Araba. Gli osservatori occidentali, benché invitati, non hanno partecipato all'osservazione.
Il 4 marzo 2006 il primo ministro Sergej Abramov rimane coinvolto in un grave incidente stradale a Mosca. Viene sostituito dal vice-primo ministro Ramzan Kadyrov, figlio di Akhmat Kadyrov e tuttora a capo della Repubblica della Cecenia.
Il governo di Kadyrov, divenuto presidente il 15 febbraio 2007 dopo la nomina da parte di Vladimir Putin, di fatto è una dittatura. Non sono garantiti i più elementari diritti civili e nella città sono in corso forti ricostruzioni che le danno un aspetto di apparente normalità. Kadyrov, oltre ad esser stato accusato di aver compiuto per mezzo del suo esercito privato assassinii, stupri, rapimenti e casi di tortura, fu inoltre accusato di aver ordinato l'assassinio di Ruslan Jamadaev, un imprenditore, politico e leader militare pluridecorato ceceno, membro della Duma di Stato della Federazione Russa, considerato l'unica figura sufficientemente autorevole a contrastare il suo potere, avvenuto nel 2008 a Mosca, vicino al Cremlino della capitale, ucciso con 10 colpi di arma da fuoco. Kadyrov negò le accuse fatte sul suo conto e suggerì che il suo assassinio fosse stato causato da una faida in cui era coinvolto il clan Jamadaev. Anche il fratello di Ruslan, Sulim Jamadaev, accusò Kadyrov dell'assassinio e promise di vendicare la morte del fratello, ma il 29 marzo del 2009 anche Sulim venne assassinato, a Dubai.

## Società

### Etnie e minoranze straniere
(nel territorio della moderna Cecenia)
| Gruppo etnico | Censimento 1926 | Censimento 1926 | Censimento 1939 | Censimento 1939 | Censimento 1959 | Censimento 1959 | Censimento 1970 | Censimento 1970 | Censimento 1979 | Censimento 1979 | Censimento 1989 | Censimento 1989 | Censimento 2002 | Censimento 2002 | Censimento 20101 | Censimento 20101 |
| Gruppo etnico | Numero          | %               | Numero          | %               | Numero          | %               | Numero          | %               | Numero          | %               | Numero          | %               | Numero          | %               | Numero           | %                |
| --- | --------------- | --------------- | --------------- | --------------- | --------------- | --------------- | --------------- | --------------- | --------------- | --------------- | --------------- | --------------- | --------------- | --------------- | ---------------- | ---------------- |
| Ceceni | 293.298         | 67,3%           | 360.889         | 58,0%           | 238.331         | 39,7%           | 499.962         | 54,7%           | 602.223         | 60,1%           | 715.306         | 66,0%           | 1.031.647       | 93,5%           | 1.206.551        | 95,3%            |
| Russi | 103.271         | 23,5%           | 213.354         | 34,3%           | 296.794         | 49,4%           | 327.701         | 35,8%           | 307.079         | 30,6%           | 269.130         | 24,8%           | 40.645          | 3,7%            | 24.382           | 1,9%             |
| Cumucchi | 2.217           | 0,5%            | 3.575           | 0,6%            |                 |                 | 6.865           | 0,8%            | 7.808           | 0,8%            | 9.591           | 0,9%            | 8.883           | 0,8%            | 12.221           | 1,0%             |
| Avari | 830             | 0,2%            | 2.906           | 0,5%            |                 |                 | 4.196           | 0,5%            | 4.793           | 0,5%            | 6.035           | 0,6%            | 4.133           | 0,4%            | 4.864            | 0,4%             |
| Nogai | 162             | 0,0%            | 1.302           | 0,2%            |                 |                 | 5.503           | 0,6%            | 6.079           | 0,6%            | 6.885           | 0,6%            | 3.572           | 0,3%            | 3.444            | 0,3%             |
| Ingusci | 798             | 0,2%            | 4.338           | 0,7%            | 3.639           | 0,6%            | 14.543          | 1,6%            | 20,855          | 2,1%            | 25.136          | 2,3%            | 2,914           | 0,3%            | 1,296            | 0,1%             |
| Ucraini | 11.474          | 2,6%            | 8,614           | 1,4%            | 11.947          | 2,0%            | 11,608          | 1,3%            | 11.334          | 1,1%            | 11.884          | 1,1%            | 829             | 0,1%            | 13.716           | 1,1%             |
| Armeni | 5.978           | 1,4%            | 8.396           | 1,3%            | 12.136          | 2,0%            | 13.948          | 1,5%            | 14.438          | 1,4%            | 14.666          | 1,4%            | 424             | 0,0%            | 13.716           | 1,1%             |
| Altri | 18.840          | 4,13%           | 18.646          | 3,0%            | 37.550          | 6,3%            | 30.057          | 3,3%            | 27.621          | 2,8%            | 25.800          | 2,4%            | 10.639          | 1,0%            | 13.716           | 1,1%             |
| 1 2.515 persone erano registrate da database amministrativi e non potevano dichiarare un'etnia. Si stima che la percentuale di etnie in questo gruppo sia la stessa di quella del gruppo dichiarato. |                 |                 |                 |                 |                 |                 |                 |                 |                 |                 |                 |                 |                 |                 |                  |                  |

## Geografia antropica

### Suddivisioni amministrative

#### Distretti
La Repubblica di Cecenia è divisa nei seguenti rajon
1. Naurskij rajon (Наурский)
2. Šelkovskoj rajon (Шелковской)
3. Nadterečnyj rajon (Надтеречный)
4. Groznenskij rajon (Грозненский)
5. Gudermesskij rajon (Гудермесский)
6. Sernovodskij (Серноводский)
7. Ačkhoj-Martanovskij rajon (Ачхой-Мартановский)
8. Urus-Martanovskij rajon (Урус-Мартановский)
9. Šalinskij rajon (Шалинский)
10. Kurčaloevskij rajon (Курчалоевский)
11. Itum-Kalinskij rajon (Итум-Калинский)
12. Šatojskij rajon (Шатойский)
13. Vedenskij rajon (Веденский)
14. Nožaj-Jurtovskij rajon (Ножай-Юртовский)
15. Šarojskij rajon (Шаройский)

#### Principali centri urbani

Mappa della Cecenia

1. Argun
2. Znamenskoe
3. Naurskaja
4. Ačkhoj-Martan
5. Urus-Martan
6. Groznyj
7. Ojschara
8. Sernovodskoe
9. Šali
10. Kurčaloj
11. Gudermes
12. Šelkovskaja
13. Itum-Kali
14. Šatoy
15. Vedeno
16. Nožaj-Jurt

## Geografia fisica

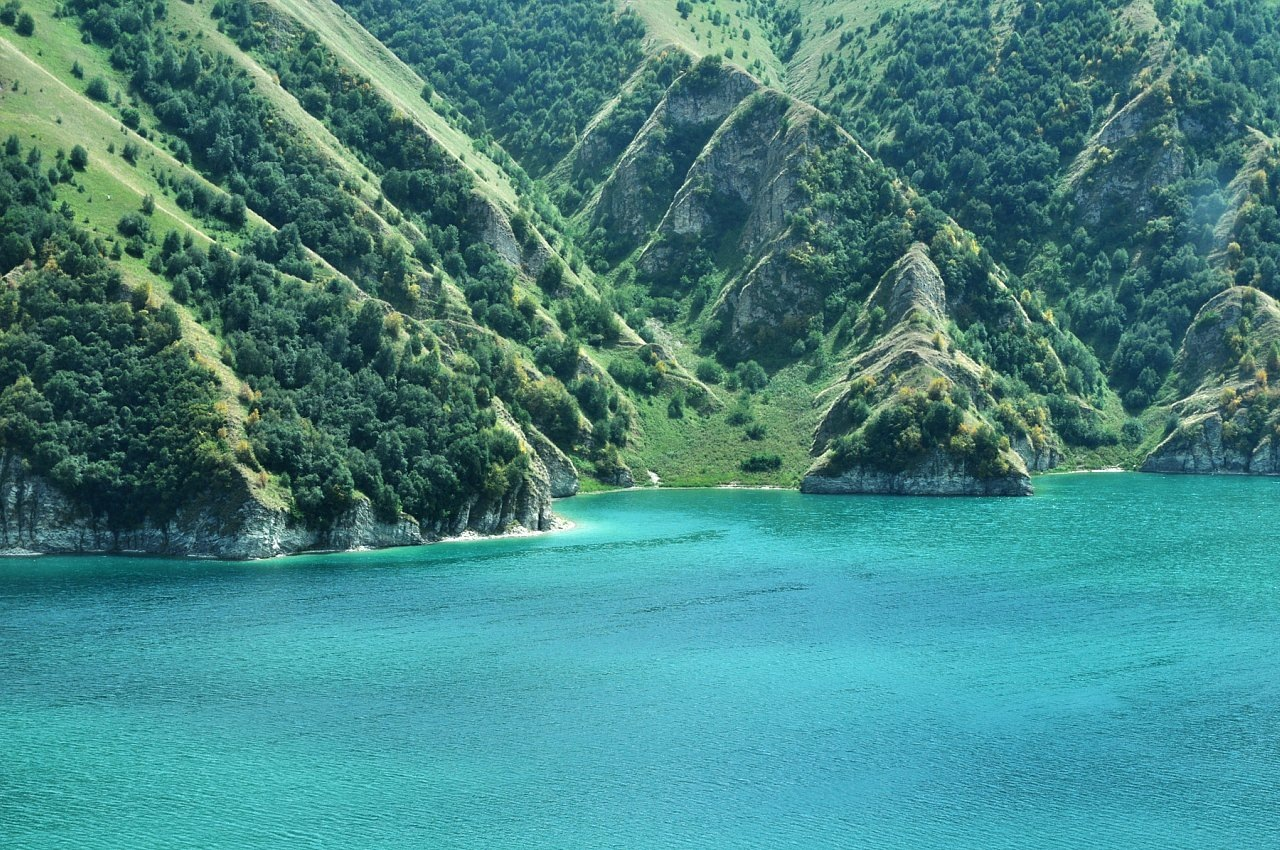
lago Kezenoyam

- Popolazione: 1,3 milioni di abitanti
- Area: 19,300 km²
- Confini:
  - Interni alla Russia:
    - Inguscezia
    - Ossezia Settentrionale-Alania
    - Daghestan

  - Internazionali:
    - Georgia

Fiumi:
- Terek
- Sunža
- Argun

## Economia

### Nel 2003
Durante gli anni della guerra l'economia cecena è collassata. Il prodotto interno lordo, se fosse attendibilmente misurabile, risulterebbe essere una frazione di ciò che era prima delle guerre. I problemi dell'economia cecena hanno anche impatto sull'economia federale russa - molti crimini finanziari negli anni novanta sono stati commessi da (o con la copertura di) organizzazioni finanziarie cecene. La Cecenia è all'interno della Federazione Russa la regione in cui si registrano i maggiori movimenti di capitali da dollari a rubli. Consistente è il giro di dollari USA falsi. I separatisti hanno previsto l'introduzione di una valuta locale, il Nahar, ma l'esercito federale russo finora l'ha impedita.
Tra gli effetti della guerra rientra la distruzione di circa l'80% del potenziale economico della Cecenia. L'unico settore industriale che è stato finora ricostruito è l'industria petrolifera. Nel 2003 la produzione locale è stata stimata in circa 1,5 milioni di tonnellate (circa 30.000 barili al giorno) contro la produzione massima degli anni ottanta di circa 4 milioni di tonnellate. La produzione del 2004 rappresenta circa lo 0,6% della produzione totale russa.
Il tasso di disoccupazione è al 76%. Nonostante qualche miglioramento, baratto ed espedienti sono praticati da gran parte della popolazione. Secondo il governo federale russo, sono stati spesi dal 2000 ad oggi oltre 2 miliardi di dollari per la ricostruzione dell'economia cecena. Tuttavia, secondo l'equivalente russo della Corte dei Conti (Sčotnaja Palata) non più di 350 milioni di dollari sono stati spesi come pianificato.

## Popolazione
La maggior parte dei ceceni è di religione musulmana sunnita; la regione vi fu convertita tra il XVI secolo e il XVIII secolo.
Alla fine dell'era sovietica i russi rappresentavano il 23% circa della popolazione (269.000 nel 1989), tuttavia la guerra e i conflitti sociali hanno spinto molti russi a lasciare il paese. Alla fine degli anni novanta ne rimanevano nel paese circa 60.000.

Le lingue usate nella repubblica sono la lingua cecena e la lingua russa. La lingua cecena appartiene alla famiglia linguistica Vaynakh, o del Caucaso centro-settentrionale, che include anche le lingue inguscia e batsb. Alcuni ricercatori collocano questa famiglia linguistica in una super-famiglia ibero-caucasica.

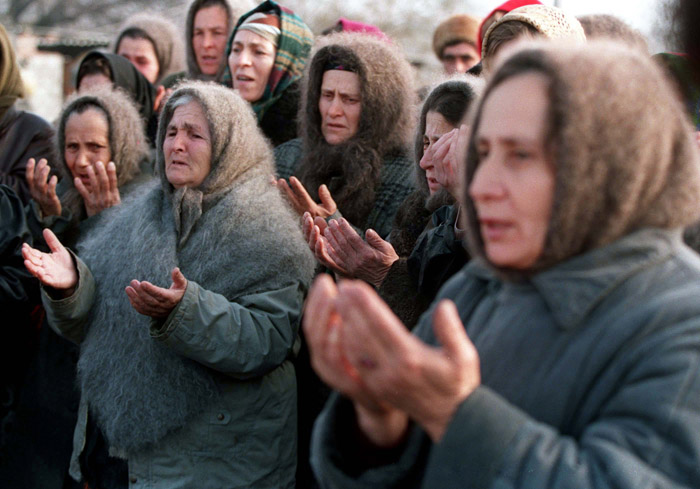
Donne cecene

La Cecenia ha una tra le popolazioni più giovani della Federazione Russa, la cui popolazione sta generalmente invecchiando. Nei primi anni '90 era una tra le poche regioni la cui popolazione cresceva in modo naturale.
- Popolazione: 1.103.686 abitanti (2002)
  - Urbana: 373.177 (33.8%)
  - Rurale: 730.509 (66.2%)
  - Maschi: 532.724 (48.3%)
  - Femmine: 570.962 (51.7%)
- Età media: 22,7 anni
  - Urbana: 22,8 anni
  - Rurale: 22,7 anni
  - Maschile: 21,6 anni
  - Femminile: 23,9 anni
- Numero di nuclei familiari: 195.304 (1.069.600 persone)
  - Urbano: 65.741 (365,577 persone)
  - Rurale: 129.563 (704,023 persone)

## Diritti umani

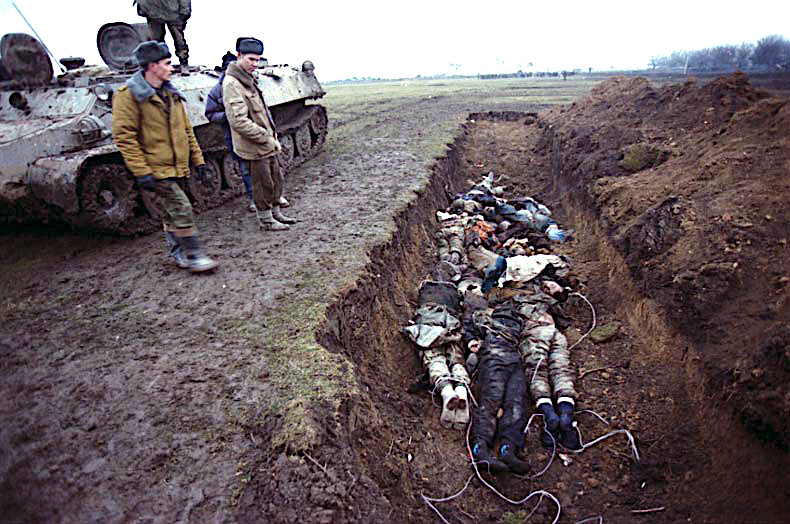
Seppellimento in fossa comune di ceceni con mani e gambe legate da fili giustiziati in Cecenia dalle truppe russe (2000).

Nel 2006 la Human Rights Watch riportò che le forze cecene sotto il comando di Mosca (in realtà agli ordini del premier Ramzan Kadyrov, come il personale delle forze di polizia), hanno usato la tortura per ottenere informazioni sulle forze separatiste. "Se siete detenuti in Cecenia, correte un reale e immediato rischio di tortura. E ci sono poche possibilità che il torturatore possa essere ritenuto il responsabile", dichiarò Holly Cartner, Direttore per l'Europa e la Divisione Centrale dell'Asia di HRW.
I gruppi per i diritti umani hanno criticato lo svolgimento delle elezioni parlamentari nel 2005 in quanto influenzate dal governo centrale russo e dai militari.
La Internal Displacement Monitoring Centre riportò che dopo che centinaia di migliaia di persone abbandonarono le loro case in seguito al conflitto inter-etnico e separatista in Cecenia, nel 1994 e nel 1999, più di 150.000 sono sfollate nella Russia odierna.
I due conflitti hanno prodotto violazioni dei diritti umani acclarate dalla UN Commission on Human Rights oltre che dalla massima sede giurisdizionale internazionale, la Corte europea dei diritti umani, in almeno tre sentenze di condanna della Federazione russa, di seguito riassunte.

### Sentenze 24 febbraio 2005, casi Chašiev e Akaeva c. Russia, Isaeva, Jussupova e Bazaeva c. Russia e Isaeva c. Russia
La Corte europea dei diritti dell'uomo era chiamata a deliberare su richiesta di sei cittadini della Cecenia che avevano accusato Mosca della morte di loro parenti, uccisi durante attacchi e bombardamenti delle forze armate russe nel 1999 e nel 2000.
Nel primo caso considerato, avvenuto nella capitale cecena Groznyj, nessun esito avevano avuto presso le istanze nazionali le esecuzioni extra-giudiziali di parenti dei ricorrenti ad opera di personale dell'esercito russo a fine gennaio 2000; i corpi dei familiari erano stati rinvenuti mutilati da ferite da armi da fuoco e da taglio dopo un'incursione delle forze armate russe in cerca di ribelli separatisti. L'inchiesta penale, più volte sospesa e riaperta, si era conclusa senza l'identificazione dei responsabili, e nel 2003 una corte civile aveva ordinato al Ministero della difesa il pagamento di un indennizzo a Chašiev in relazione all'uccisione dei suoi parenti da parte di personale militare non identificato. I due ricorrenti hanno sostenuto dinanzi alla Corte europea che i loro familiari erano stati torturati e assassinati dai membri dell'esercito russo, che l'indagine condotta sulle circostanze del loro decesso era stata inefficace e che, inoltre, non avevano beneficiato di alcun rimedio nazionale effettivo, invocando di conseguenza l'art. 2 (diritto alla vita), l'art. 3 (divieto di tortura) e l'art. 13 (diritto a un ricorso effettivo) della Convenzione europea dei diritti dell'uomo (CEDU).
Nel secondo caso, i ricorrenti, residenti in Groznyj fino al 1999, hanno denunciato il bombardamento indiscriminato da parte degli aerei militari russi di civili in fuga da Groznyj il 29 ottobre 1999 su un corridoio umanitario verso l'Inguscezia; tale bombardamento aveva causato l'uccisione dei familiari di Isaeva, il ferimento delle prime due ricorrenti nonché la distruzione del veicolo di Bazaeva contenente tutti i beni della sua famiglia. Le tre ricorrenti hanno lamentato la violazione del loro diritto alla vita e di quello dei loro familiari, nonché del loro diritto alla protezione contro trattamenti inumani e degradanti, affermando altresì che l'indagine intrapresa dalle autorità russe in merito alle circostanze dell'attacco era stata inefficace e che non avevano beneficiato di un ricorso nazionale effettivo; le richiedenti hanno invocato gli artt. 2, 3 e 13 della CEDU, nonché, nell'ultimo caso, l'art. 1 del Protocollo n. 1 (protezione della proprietà).
Infine, nel terzo caso, la richiedente sosteneva che il suo villaggio Katyr-Yourt della Cecenia era stato bombardato in maniera indiscriminata dall'esercito russo il 4 febbraio 2000 e, in conseguenza di questo bombardamento, i suoi familiari erano rimasti uccisi. Un'inchiesta penale aperta nel settembre del 2000 aveva confermato la versione dei fatti formulata dalla ricorrente ma vi si pose fine nel 2002, giacché le azioni dei militari furono stimate legittime nelle circostanze date (un gruppo importante di combattenti illegali occupava allora il villaggio e si rifiutava di arrendersi). La ricorrente ha quindi affermato che il diritto alla vita dei suoi familiari era stato violato, che l'indagine in merito al loro decesso era stata inefficace e che non aveva beneficiato di un ricorso interno effettivo, facendo leva sugli artt. 2 e 13 della CEDU. In tutti i casi esaminati, la Corte ha riconosciuto quanto meno la violazione dell'articolo 2 ed ha disposto, in applicazione dell'art. 41, il risarcimento di danni pecuniari e non pecuniari ai sei ricorrenti per un ammontare di 135.710 euro, nonché il pagamento delle spese giudiziali per complessivi 32.779 euro.

### Sentenza 27 luglio 2006, caso Bazorkina c. Russia
La Russia è stata dichiarata responsabile della sparizione di un giovane ceceno di 25 anni, Chadži-Murat Jandiev, mentre si trovava in custodia nelle mani delle forze di sicurezza moscovite. La causa era stata intentata dalla madre, Fatima Bazorkina, che ha anche accusato le autorità russe di non aver condotto indagini adeguate. Fra le prove, la donna ha presentato un filmato nel quale si vede chiaramente un generale russo che, dopo aver sbrigativamente interrogato Jandiev vicino a un autobus, dà ordine di portarlo via e ucciderlo. Da allora non si hanno più notizie del ragazzo.
Mosca ha respinto le accuse della madre sostenendo che non è stato dato nessun ordine di ucciderlo, né esiste alcuna prova che Jandiev sia morto. I giudici, tuttavia, hanno stabilito che il ragazzo è presumibilmente deceduto e che la Russia deve essere considerata legalmente responsabile per questo. Il fatto che da nessuna parte sia stata annotato l'arresto del giovane viene considerato della Corte un'aggravante. «La Corte - si legge in un comunicato - considera il fatto in sé una mancanza molto grave, perché ha consentito ai responsabili di un atto di privazione della libertà di nascondere il loro coinvolgimento nel crimine». La Corte ha, inoltre, riconosciuto alla madre un risarcimento di 35.000 euro e il rimborso delle spese sostenute.
La sentenza è stata accolta favorevolmente dai gruppi che si battono per i diritti umani: è un fatto che potrebbe aprire le porte alle oltre 200 simili denunce che attendono di essere ascoltate. Dall'inizio del secondo conflitto ceceno nel 1999 sono oltre 5.000 le persone scomparse.

### Sentenza 9 novembre 2006, caso Estamirov c. Russia
La sentenza reagisce all'uccisione di cinque membri di una famiglia, tra cui una donna al nono mese di gravidanza (febbraio 2000). La Corte europea per i diritti umani ha emesso una sentenza di condanna nei confronti della Federazione russa che dovrà pagare 200.000 euro di risarcimento ai parenti di una famiglia massacrata nel febbraio del 2000 alla periferia di Groznyj. Fra i sette morti della famiglia Estamirov c'erano anche un bambino di appena un anno, una ragazza di 19 e una donna incinta.
Il tribunale di Strasburgo ha dato tre mesi di tempo a Mosca per pagare il risarcimento, in base all'articolo 2 della Convenzione europea per i diritti umani. Ha anche condannato la Russia in base all'articolo 13 della convenzione, che garantisce il diritto alla rappresentanza legale, sottolineando che le autorità non hanno ottemperato all'obbligo di aprire un'inchiesta sulla strage, come chiesto dai parenti delle vittime. I giudici della Corte hanno all'unanimità stabilito che Mosca ha violato il "diritto alla vita", oltre a criticare il fatto che le autorità non sono state in grado di portare avanti un'adeguata indagine sugli omicidi.

### Persecuzione degli omosessuali
Nell'aprile del 2017 il periodico Novaja Gazeta ha pubblicato un'inchiesta che porta alla luce le persecuzioni degli omosessuali in Cecenia.
Testimoni riportano che le forze dell'ordine perseguono, arrestano, picchiano e torturano persone sospettate di essere omosessuali. 
Il governo ceceno attraverso le parole del primo ministro Ramzan Kadyrov ha smentito tali accuse negando, di fatto, l'esistenza di persone omosessuali nel paese, sottolineando però che "se tali persone esistessero in Cecenia, le forze dell'ordine non dovrebbero preoccuparsi di loro dal momento che ci penserebbero gli stessi familiari a spedirli da dove non possono più tornare".

## Inno nazionale
L'inno nazionale della Cecenia è Şatlaqan Illi.

## Sport

### Calcio
La selezione di calcio della Cecenia è una selezione di calcio creata in rappresentanza della repubblica di Cecenia, non riconosciuta ufficialmente a livello internazionale in quanto la Cecenia non è membro né della FIFA né della UEFA e pertanto non può partecipare ai tornei organizzati da queste due società (come i campionati mondiali di calcio e i campionati europei di calcio). Attualmente è membro della NF-Board, che organizza gare non ufficiali tra altre squadre non ufficiali ed ha accettato di prendere parte alla VIVA World Cup. La Cecenia ha perso 14-0 con l'Occitania in un'amichevole e non ha mai vinto una partita in VIVA World Cup.